# Halmaera

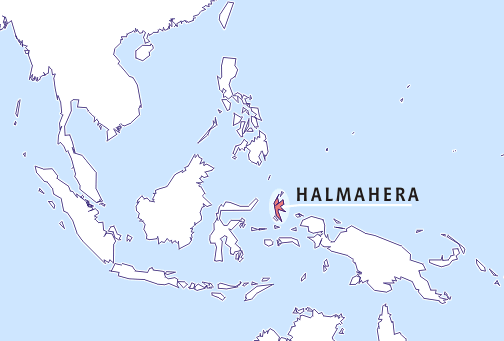
Localização de Halmaera no Arquipélago Malaio.

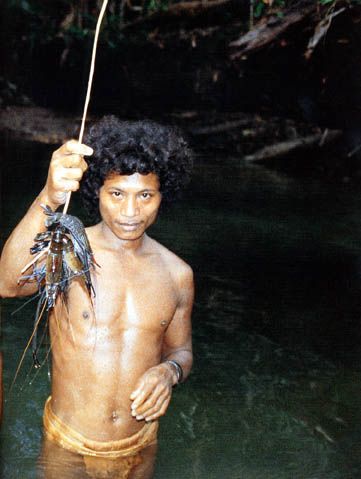
Nativo da etnia Togutil, em Halmaera.

Halmaera ou Gilolo (Halmahera, Gilolo ou Jilolo, em indonésio) é a maior das Ilhas Molucas, na Indonésia.
Integrante da província indonésia das Molucas do Norte, a ilha possui uma área de cerca de 17780 km² e uma população (dados de 2010) de 449938 habitantes, dos quais cerca de 60% são de religião muçulmana e 40% cristã. Houve entre 1999 e 2000 violentos confrontos entre habitantes por questões religiosas.
Uma das principais riquezas é a existência de minas de ouro. Grande parte da superfície está classificada como reserva natural.